# مينه وحيد
مينه وحيد (بالفارسية: مینا وحید) هي ممثلة إيرانية، ولدت في 8 يوليو 1987 في رشت في إيران، بدأ مسيرته التمثيلية عام 2008 بفيلم أتاش سابز وظهر الآن في العديد من الأعمال السينمائية والتلفزيونية والمسرح؛ المسرح الأهم الذي مثلت فيه مينه وحيد اسمه "کلاغ از خوشحالی در بوست خود نمی‌کنجشک".

## وصلات خارجية
- مينه وحيد على موقع IMDb (الإنجليزية)
- مينه وحيد على موقع قاعدة بيانات الفيلم (الإنجليزية)